# Ibn Noseïr
 (mars 2025).
Abou Shouʿayb Mohammad ibn Noseïr al-Nomaïri (arabe : أبو شعيب محمد بن نصير النميري), décédé après 868 était considéré par ses partisans comme le représentant (Bāb) du dixième Imam duodécimain Ali al-Hadi et du onzième Imam duodécimain, Hasan al-Askari. Il est le fondateur de la secte des Alaouites. Ibn Noseïr était connu de ses disciples comme un représentant (Bab) d'al-Askari et du douzième Imam duodécimains, Hujjat-Allah al-Mahdi pendant l'occultation mineure.

## Schismes
Après la mort d'al-Askari, la communauté chiite a été confrontée à la question de savoir qui était le successeur de l'imam, certains disant qu'al-Askari avait laissé un fils, Hujjat-Allah al-Mahdi, qui communiquait avec les chiites par l'intermédiaire des quatre députés. Ibn Noseïr a affirmé avoir été intime avec les dixième et onzième Imams, et après avoir entendu la nouvelle du fils caché, il a tenté de prétendre qu'il était un représentant de l'Imam caché. Sa demande a été rejetée par les chiites traditionnels et Ibn Noseïr a ensuite été excommunié par Abu Jafar Mohammad Bin Uthman, le deuxième adjoint officiel de l'imam caché.
L'excommunication d'Ibn Noseïr de la communauté chiite et son conflit avec les représentants officiels de l'imam caché étaient probablement représentatifs de la tension produite par la mort d'Askari. Sans successeur, il n'y avait que deux voies : les Babs (intimes des Imams qui prétendaient connaître leur testament) et les Wukala (représentants).
Ibn Noseïr n'a pas prétendu être le bab des deux Imams, en soi, il a plutôt prétendu être le bab d'al-Hadi, et pendant la vie d'al-Askari, son isme. La doctrine du ma'na, du isme et du bab est une doctrine noseïri. Évidemment, l'ambition d'Ibn Noseïr était de se présenter comme étant intime avec l'Imam caché (en essayant en quelque sorte de "capter cette vague"), mais cela n'a pas fonctionné. Ceci est important à noter, car si al-Askari n'avait pas laissé de fils, alors les véritables successeurs de la communauté chiite auraient été les bābs des Imams, et non un fils invisible d'historicité douteuse, à qui sont attribués des pouvoirs divins et durée de vie anormalement longue. Vu sous cet angle, on pourrait dire qu'avant la scission chiite extrême-modérée, toute la communauté chiite était une, mais à la mort d'al-Askari (les dix imams précédents ayant été légitimes), la doctrine alaouite a été exilée avec Ibn Noseïr et ses partisans en Syrie et en Turquie, où les abdal sont censés résider.